# Imanuel Geiss
Imanuel Geiss (ur. 9 lutego 1931 we Frankfurcie nad Menem, zm. 20 lutego 2012 w Bremie) – niemiecki historyk.

## Życiorys
W latach 1973–1996 wykładał historię na uniwersytecie w Bremie. Obszar jego zainteresowań badawczych obejmował historię Niemiec, historie Afryki, a także historię powszechną. Doktoryzował się u Firitza Fischera w 1959 pracą na temat stosunków polsko-niemieckich pod tytułem „Der polnische Grenzstreifen 1914-1918”.

## Publikacje
- Der polnische Grenzstreifen 1914-1918. Ein Beitrag zur deutschen Kriegszielpolitik im Ersten Weltkrieg. Dissertation (Universität Hamburg 1959), Moll/Winter, Hamburg/Lübeck 1960.
- Juli 1914. Die europäische Krise und der Ausbruch des Ersten Weltkriegs. hrsg. von Imanuel Geiss, 3. Aufl., dtv, München 1988 (Dokumentenedition, erstmals 1964).
- Gewerkschaften in Afrika. Hannover 1965.
- Panafrikanismus. Zur Geschichte der Dekolonisation. Habilitation, EVA, Frankfurt am Main 1968, englisch als: The Pan-African movement. Methuen, London 1974, ISBN 0-416-16710-1 und als: The Pan-African movement. A history of Pan-Africanism in America, Europe and Africa. Africana Publ., New York 1974, ISBN 0-8419-0161-9.
- Die Afro-Amerikaner. EVA, Frankfurt am Main 1969.
- Fünfzehn Millionen beleidigte Deutsche oder Woher kommt die CDU? Beiträge zur Kontinuität der bürgerlichen Parteien. hrsg. von Imanuel Geiss und Volker Ullrich, Rowohlt, Reinbek bei Hamburg 1972, ISBN 3-499-11414-3.
- Studien über Geschichte und Geschichtswissenschaft. 2. Aufl., Suhrkamp, Frankfurt am Main 1974 (zuerst 1972).
- Tocqueville und das Zeitalter der Revolution. München 1972, ISBN 3-485-03204-2.
- Was wird aus der Bundesrepublik? Die Deutschen zwischen Sozialismus und Revolution. Hoffmann und Campe, Hamburg 1973, ISBN 3-455-09098-2.
- Ansichten einer künftigen Geschichtswissenschaft. hrsg. von Imanuel Geiss und Rainer Tamchina, 2 Bände, Hanser, München 1980 (zuerst 1974).
- Imperialismus im 20. Jahrhundert Gedenkschrift für George W. F. Hallgarten. hrsg. von Imanuel Geiss und Joachim Radkau, Beck, München 1976.
- Das Deutsche Reich und der Erste Weltkrieg. Hanser, München/Wien 1978, ISBN 3-446-12495-0.
- Das Deutsche Reich und die Vorgeschichte des Ersten Weltkriegs. Hanser, München/Wien 1978, ISBN 3-446-12494-2.
- Geschichte griffbereit. 6 Bände (Daten, Personen, Schauplätze, Begriffe, Staaten, Epochen), 3. Aufl., Gütersloh 2002, ISBN 3-577-14610-9 (erstmals Reinbek bei Hamburg 1979).
- War and empire in the twentieth century. Aberdeen University Press, Aberdeen 1983, ISBN 0-08-030387-0.
- Geschichte im Überblick. Daten, Fakten und Zusammenhänge der Weltgeschichte. Rowohlt, Reinbek bei Hamburg 2006, ISBN 3-499-62087-1 (überarbeitete Neuausgabe, Original 1986).
- Geschichte des Rassismus. 4. Aufl., Frankfurt am Main, Suhrkamp 1993 (zuerst 1988), ISBN 3-518-11530-8 (Inhalt, PDF, 17 KB).
- Die Habermas-Kontroverse. Ein deutscher Streit. Siedler, Berlin 1988. ISBN 3-88680-328-7.
- Massaker in der Weltgeschichte. Ein Versuch über Grenzen der Menschlichkeit. In: Eckhard Jesse, Uwe Backes und Rainer Zitelmann: Die Schatten der Vergangenheit. Impulse zur Historisierung des Nationalsozialismus. 2. Aufl., Ullstein, Frankfurt am Main/Berlin 1992 (zuerst 1990), S. 110–135, ISBN 3-548-33161-0.
- Der Hysterikerstreit. Ein unpolemischer Essay. Bouvier, Bonn u.a. 1992. ISBN 3-416-02370-6.
- Zukunft als Geschichte. Historisch-politische Analysen und Prognosen zum Untergang des Sowjetkommunismus, 1980–1991. Steiner, Stuttgart 1998, ISBN 3-515-07223-3.
- Geschichte im Oratorium. Von der Schöpfung zur Apokalypse. Eine historische Handreichung für die Chorarbeit. Talpa-Verlag, Berlin 1999, ISBN 3-933689-02-3.
- Deutschland vor 1914. In: Jean-Paul Cahn, Bernard Poloni, Gérard Schneilin (Hrsg.): Le Reich allemand du départ de Bismarck à la Première Guerre mondiale (1890-1914). Nantes 2003, S. 212–224, ISBN 2-84274-242-7 (PDF, 223 KB).
- Nation und Nationalismen. Versuche über ein Weltproblem, 1962–2006. Bremen 2007, ISBN 3-934686-43-5.